# 1803 en musique
| \| • Retour à la chronologie générale de la musique populaire • \| |
| XXIe siècle • XXe siècle • XIXe siècle • XVIIIe siècle XVIIe siècle • XVIe siècle • XVe siècle • XIVe siècle XIIIe siècle • XIIe siècle • XIe siècle • Xe siècle IXe siècle • VIIIe siècle • Haut Moyen Âge • Rome • Grèce |
| • Retour à la chronologie générale de la musique populaire • |

| • Retour à la chronologie générale de la musique populaire • |

| Années de la musique populaire : 1800 - 1801 - 1802 - 1803 - 1804 - 1805 - 1806    |
| Décennies de la musique populaire : 1770 - 1780 - 1790 - 1800 - 1810 - 1820 - 1830 |

## Naissances
- 26 janvier : Louis-Marie Ponty, ouvrier, poète, chansonnier et goguettier français († 24 décembre 1879).
- novembre : Edmond Lhuillier, compositeur et chansonnier français († 6 février 1890).

- Date précise inconnue :
  - Jancsi Balogh Sági, violoniste et compositeur hongrois[1], mort en 1876.
  - Charles Le Page, chansonnier, goguettier et journaliste français, fondateur de la goguette parisienne de la Lice chansonnière, mort après 1868.